# Geistereffekt
Als Geistereffekt oder geistern bezeichnet man einen Kontakteffekt bzw. Druckfehler, der unter anderem im Offsetdruck auftreten kann. Hierbei entsteht ein unerwünschter schwacher Abdruck von zuvor Gedrucktem. Es gibt zwei Arten von Geistereffekten:
Mechanische Geister, auch Schablonieren (Schablonieren) genannt, kennzeichnen sich durch das Erscheinen eines „Phantom“ Bildes auf einer bedruckten Seite. Sie treten während des Druckens auf und sind sofort sichtbar. Verursacht werden sie beispielsweise durch zu wenig Tinte, da die Farbauftragwalze nach dem Drucken von stark farbgesättigten Stellen nicht immer genügend Tinte auf die Platte nachträgt.
Chemische Geister, auch Glanz-Matt-Effekt genannt, entstehen bei in Stapeln und doppelseitig bedrucktem Papier. Sie erscheinen als „Phantom“ Bild auf der Rückseite eines bedruckten Blattes (im Widerdruck), welches von der Blattvorderseite (dem Schöndruck) des im Stapel darunterliegenden Blattes verursacht wird. Es entsteht vermutlich durch die Reaktion von Gasen aus trocknender Tinte mit der Tinte des darüberliegenden Blattes, indem es dessen Trocknung und damit oft auch den Glanz verändert. Dies kann noch Tage nach dem Druck entstehen.